# Нова Вес
Нова Вес (словац. Nová Ves) — село, громада округу Вельки Кртіш, Банськобистрицький край, центральна Словаччина, регіон Новоград. Кадастрова площа громади — 8,5 км².
Населення 408 осіб (станом на 31 грудня 2017 року).

## Історія
Нова Вес вперше згадується в 1473 році.

## Населення
| Рік:            | 1994. | 2004.   | 2014.    | 2024.    |
| --------------- | ----- | ------- | -------- | -------- |
| Кількість осіб: | 354   | 366     | 412      | 466      |
| Різниця:        |       | +3,38 % | +12,56 % | +13,10 % |

| Рік:            | 2023. | 2024.   |
| --------------- | ----- | ------- |
| Кількість осіб: | 441   | 466     |
| Різниця:        |       | +5,66 % |